# Searsia grandidens
Searsia grandidens är en sumakväxtart som först beskrevs av William Henry Harvey och Adolf Engler, och fick sitt nu gällande namn av Moffett. Searsia grandidens ingår i släktet Searsia och familjen sumakväxter. Inga underarter finns listade i Catalogue of Life.